# 정여립
정여립(鄭汝立, 1546년~1589년)은 조선 중기의 문신이다. 자(字)는 인백(仁伯), 호는 죽도(竹島), 본관은 동래(東萊). 이이와 성혼의 문인이다. 선조 22년에 역모자로 몰리자 자결했다고 《선조실록》에 기록되어 있으나 사인은 불분명하다. 천하공물설(天下公物說)과 하사비군론(何事非君論)을 주장하였는데, 이는 지나치게 시대를 앞서간 사상이기는 하나, 이로 인해 정여립은 한국사 최초의 공화주의자라는 평가도 있다.
1570년(선조 2년) 식년 문과 을과로 급제하여 예조좌랑, 홍문관부수찬과 수찬 등을 지냈다. 정당은 서인이었으나 서인을 탈당하여 동인으로 가면서 논란의 대상이 되었고, 스승이었던 이이(李珥)를 비판한 일로 서인의 반발을 샀다. 선조가 그의 이당을 불쾌히 여기자 사직하고 낙향하였다.
고향에 내려온 뒤 은거하며 학문을 연구하고 대동계(大同契)를 결성해 왜구 토벌에 앞장섰다. 그런데 반역을 획책한다는 고변이 있어 피신하다가 자살하였다고 알려져 있다. 서인은 그가 역모를 꾸몄다고 했고, 동인은 이를 부정하여 양측이 팽팽히 맞섰다. 그러나 이후 사건은 기축옥사로 확대되어 천 여 명의 희생자를 낳았으며 동인이 몰락하고 서인이 득세하였다.

## 생애 초반

### 출생과 유년기
정여립은 1546년 전라북도 전주부에서 태어났다. 전주의 명문 출신으로, 정극호(鄭克豪)의 증손이며 할아버지는 정세완(鄭世玩)이고, 아버지는 첨정과 익산군수를 지낸 정희증(鄭希曾)이며 어머니는 박찬(朴纘)의 딸이다. 대호군을 지낸 양헌공(良獻公) 정인(鄭絪)의 8대손이다. 그러나 그의 직계에 대한 기록은 기축옥사 이후 인멸되어 상세하게 전하지는 않는다.
정여립에 관한 기록은 거의 소실되고 없기 때문에 부정확한 것이 많다. 그의 출생지에 대해서도 여러 가지 다른 설이 있어 확실하지 않은데, 현재의 전주시 인후동 근방에서 살았다는 주장과 그의 처가인 김제시 금구면 지역에 살았다는 설, 그리고 진안군 죽도의 입구인 현재의 진안읍 가막리 근처에 살았다는 주장 등이 있다.

### 수학
그는 일찍이 이이의 문하에서 수학하였다. 이이의 다른 제자들은 정여립을 "넓게 배우고 많이 기억하여 경전을 통달하였으며, 의논이 과격하고 드높아 바람처럼 발하였다"고 하여 긍정적으로 평가하기도 했다. 이이 역시 정여립의 재주를 총애하였다. 그러나 이이는 그의 과격성을 눈여겨보았고 때로는 그를 경계하게 된다. 훗날 정여립이 이이의 문하를 다시 찾아갔을 때 그가 서인당을 왜 찾아왔는지 까닭을 묻자, 정여립은 "저는 서인당을 찾아온 것이 아니라, 율곡 선생님을 찾아온 것입니다"라고 대답하였다.
한때 정여립의 재주를 아껴 총애했다던 이이는 죽기 석 달 전에 여러 가지 이유를 들어 관직(이조판서직) 사퇴의 상소를 선조에게 올리면서, "정여립은 박학하고 재주는 있으나 의논이 과격하여 다듬어지지 못한 병폐가 있다"고 지적하였을 정도였다. 이에 선조 임금도 "그런 사람을 어찌 쓸 수 있겠는가? 사람을 쓸 때는 그 이름만 취할 것이 아니라 반드시 시험을 해봐야 알 수 있는 것이다."라고 답하였다고 한다.
이이와 선조가 정여립을 이처럼 평하고 배척하였던 데는 다른 사적인 문제도 있었을 터이지만, 이이는 당시의 상황을 어느 정도 정확하게 감지하고 있었던 것 같다. 즉 그 때는 동인과 서인간의 대립이 점차 양극화되기 시작하였고, 선조는 이를 제대로 극복하기 어려운 상황에 있었다. 이런 때에 재주와 출세 의식, 과격한 성격을 가진 정여립은 자칫 분란의 소지가 될 수 있다는 점을 이이와 선조는 경계했던 것이다.

## 관료 생활

### 급제와 출사
이이와 성혼의 문인으로 1567년(명종 22년) 소과에 합격하여 진사가 되고, 1570년(선조 2년) 식년 문과에 급제했다. 이때 그의 나이가 24세로, 조선시대 문과 급제 평균 나이가 30세 정도였음을 감안하면 매우 총명했다는 사실을 알 수 있다. 이이(李珥)와 성혼(成渾)의 각별한 후원과 촉망을 받아 일세의 이목을 끌었다. 특히 율곡 이이는 그가 기억력이 비상하고 총명함을 높이 사서 그를 아꼈다. 그러나 직설적이고 감정적인 성격으로 일부 서인 인사들과 척을 지기도 했다.
1583년 예조좌랑이 되었는데, 이어서 이조전랑의 물망에 올랐다. 이이는 당시 이조판서직에 있었으며, 아마도 정여립의 과격한 성격을 간파하였던지 그의 임명을 반대하였다. 이이는 자신의 문인이기도 했던 그의 과격성을 보고는 은근히 그를 경계했다. 그러나 이이는 병세가 악화되어 결국 관직 생활을 오래 계속하지 못하고 세상을 떠났으며, 이이가 죽은 두 달 후 정여립은 홍문관수찬에 올랐다.
당시 정여립의 주변에는 그의 가까운 친척으로 정언신, 정언지 그리고 먼 일가로 정유길 등 동래 정씨 첨사공파 자손들이 동인계 세력을 이루고 있었는데, 정여립은 수찬에 오른 뒤 이이를 비난하고, 이이가 싫어했던 동인들과 가까이 했다는 비판을 받았으며, 결국 선조의 미움을 사서 벼슬을 사직하고 고향으로 돌아갔다.

### 이이와의 갈등
정여립은 총명하고 논변을 잘하여 널리 이치를 탐구하는 데에 힘썼으며, 특히 시경과 훈고, 물명(物名)에 정통한 것으로 자부하였다. 그는 이이뿐만이 아니라 성혼의 문하에서도 수학하였다. 이이와 성혼도 정여립의 박식, 총명함을 좋아하여 그를 조정에 적극 천거하기도 하였다. 그러나 당시 이이 문하에 드나드는 선비들이 오직 서인이고 동인들은 전혀 보이지 않자, 이이에게 다음과 같이 지적하였다.

- 정여립 : 서인만이 이 나라 사대부입니까?
- 이이 : 동인들은 늘 반대만 하거든.
- 정여립 : 그래도 그렇지, 동인에도 반드시 인물이 있을 텐데 무조건 백안시하는 건 좋지 않은데요.
- 이이 : 뭐야?
- 정여립 : 사람이면 다 같은 사람이지 동인 서인 나뉘었다고 일부 선비들이 그들을 짐승 취급할 것 까지는 없잖습니까?
- 이이 : 내가 호랑이 새끼를 키웠나

이이는 동인들의 공격으로 동인들에 대한 감정이 극도로 악화되어 있었다. 한편 다시 찾은 스승 이이가 아직도 공정하고 합리적으로 바라보리라 생각했던 정여립은 실망하게 된다. 이이와 정여립 사이에는 이미 틈이 벌어지기 시작하였고, 서인이 대부분인 이이의 다른 제자들과도 마찰을 빚었다. 정여립에 대한 이이의 불신이 깊었던 것으로 짐작된다. 이런 이유로 정여립은 스승을 배반했다는 공격을 받게 되었고, 끝내 그 보복을 받았다. 군사부일체가 강조되던 유교사회에서 스승을 배신하는 행위는 인륜을 어기는 강상죄로 간주됐기 때문이다.

### 전향 원인
선조는 유난히 정여립을 기피하였다. 선조 16년(1583) 10월 이조판서 이이는 ‘정여립을 여러 번 천거해도 선조가 매번 낙점을 거부한다’면서 “혹 중간에 참소라도 있으신 것입니까?”라고 항의할 정도로 정여립을 아꼈다 그러나 1584년에 이이 사망 뒤 동인으로 돌아선 정여립은 이이를 비난했다. 『부계기문』에 의하면 선조가 정여립의 면전에서 “정여립은 오늘의 형서(邢恕)로구나”라고 비판하자 정여립이 성난 눈으로 물러갔다고 전한다. 당시 집권세력인 동인의 맹장으로 활약하면서 이이·성혼·박순(朴淳)을 비판했다. 이에 따라 그는 배신자로 지목되어 조헌, 정철 등 서인 인사의 집중적인 비판과 탄핵의 표적이 되고, 이이, 성혼의 문하생이었다가 당을 바꾼 일로 선조의 눈밖에 나게 되자 벼슬을 버리고 낙향했다.
1585년에 고향으로 내려온 후 그는 독서와 손님 방문 등으로 나날을 보냈다. 동인의 역천(力薦)에도 불구하고 선조의 눈밖에 나서 비록 중앙에서 관직을 얻지 못하였으나, 동인 사이에는 여전히 인망과 영향력이 있어 감사나 수령이 다투어 그의 집을 찾았다. 특히 전라도 일대에 그의 명망이 높았다. 이는 그의 가계가 오랫동안 전주 지역의 명문거족이었던 점도 작용했을 것이다.
이이와 정여립 사이에 서인과 동인에 대한 인식 차이로 약간의 갈등이 있었던 것으로 보이기는 하지만, 두 사람 다 붕당에 얽매이는 것을 별로 좋아하지 않았던 인물들이다. 이이는 평소 선조에게 붕당을 초월하여 인재를 등용할 것을 건의한 바 있었고, 정여립은 이이 문하에 의외로 서인당이 많고 그들이 편견이 심하다는 사실에 반발하였던 것이다. 그런 이유로 정여립은 이미 이이가 죽기 전에 서인당을 떠났던 것이다. 그런가 하면 정여립이 이이를 배반했다는 당시 서인들의 주장에도 불구하고, 정여립은 이이를 참다운 성인으로 숭배했다는 이야기도 있다. 오히려 이이는 정여립의 과격한 성격을 상기시켜 그가 이조전랑의 물망에 올랐을 때 반대하였다.
그가 서인에서 동인으로 전향, 서인을 공격하는 편에 앞장서게 된 사정은 확실하지 않으나, 그가 이조전랑의 물망에 올랐을 때 이이가 반대한 탓이라는 설도 있다. 그러나, 반대로 이이가 그를 무척 아꼈다는 기록도 존재한다. 오히려 직설적이고 적극적인 성격이 동인의 당수 이발(李潑) 등과 잘 어울린 탓이 아닌가하는 추정도 있다. 이이와 성혼의 제자였고 이이 등의 각별한 후원을 받았음에도 전향하여 스승인 이이를 비판한 점 때문에 성리학적 대의명분을 중시하던 조선 사회에서 그는 배신자나 반역자의 대명사로 각인되어 부정적으로 인식되었다. 특히 1623년 이후 서인과 그 후신인 노론이 대한제국 멸망 시까지 집권하면서 그에 대한 재평가 기회는 주어지지 못했다.

### 관직 은퇴
1584년에 이이가 죽자 이이에 대한 동인들의 공격이 집중되었다. 그러자 이이에 대한 선조의 믿음도 점차 변하여 이른바 삼찬 사건(1583년) 관련자들을 용서한 일이 일어났다. 이때 정여립은 이러한 선조의 마음을 헤아려 경연에서 이이를 공격하는데 앞장선 적이 있었는데, 이 일은 궁지에 몰린 서인들에게 절호의 빌미를 제공하였다.
경연 활동 때는 임금의 뜻에 따라 탄핵의 수위를 조절하는 것이지만, 경솔하고 과격했던 정여립은 임금의 뜻을 정확히 확인하지 않고 서둘렀던 것이며, 서인들은 그러한 허점을 백분 이용하여 임금에게 상소를 올려 정여립을 탄핵했다. 이런 때에 정여립을 제거하는 일은 서인에게 있어 동인 세력의 상승세를 꺾는 중요한 계기가 되었다. 의리를 중시하는 유교 사회에서 "배신자! 변절자! 은혜를 망각하는 배은망덕한 자!"라는 점은 충분히 분노를 사고도 남았다. 서인들은 선조의 이 같은 분노를 자극하여 드디어 정여립을 그 도마 위에 올리는 데 성공하였다. 정여립은 스승인 이이를 배반한 변절자, 배신자로 몰려 서인들의 집중적인 공격을 받았고, 권세의 부침에 따라 태도를 바꾸는 치사한 인물로 낙인 찍히고 말았다. 그러나 이러한 주장들은 모두가 구체적 근거가 없는 것들이었다.
그가 이이를 비난한 것을 두고 배신자라 하는 것에 대해서는 '정여립이 이이를 배신했다는 주장은 당시 이이를 절대자요 성인으로 숭배하던 사람들, 특히 서인들의 입장에서 제기되었던 다소 과장된 이야기라고 볼 수 있겠다.'는 반론도 있다. 어쨌든 그가 이이를 공격한 이유로 서인의 미움이 그에게 집중되었고, 그래서 그는 동인의 후원에도 불구하고 중앙에서 관직을 내놓고 고향으로 내려가야 했다. 그는 낙향한 몸이었는데도 동인들 사이에서는 명망이 높았다.
정여립은 관직을 사퇴하고 전주에 내려와서 산천을 벗삼아 유유자적하고 있는 동안에도 조정에 있는 친척 의정부우의정 정언신, 이발 등과 서신 교환을 게을리 하지 않았다. 조정의 많은 인사들은 그의 재주를 아깝게 여겨 관직에 계속 추천하였으나, 선조는 이를 받아들이지 않았다. 그가 벼슬길을 그만두고 낙향하자, 주변 사람들이 그에 관한 소식을 듣고 구름처럼 모여들었고, 심지어 감사와 수령들까지 찾아와 인사를 드렸다는 기록도 있다. 그러나 그의 주변에는 이러한 인사들뿐 아니라, 무사, 무뢰한, 노비 등에서부터 승려나 산적, 도사들에 이르기까지 다양한 부류의 사람들이 모여들었다.

## 낙향후 활동

### 대동계 조직
정여립은 진안 죽도(竹島)에 서실(書室)을 짓고 사회(射會)를 열어 강론을 펴는 등 활동을 전개하면서 인근의 사람들을 규합하여 대동계(大同契)를 조직했다. 호남 금구현으로 간 뒤로는 전주에 거주하기도 하고, 김제와 진안의 별장을 왕래하기도 하였다. 조정에서 그가 물러가는 것을 애석히 여겨 그에게 다시 벼슬길을 열어 줄 것을 간청하는 신하들이 나타났지만, 선조는 끝내 허락하지 않았다.
정여립은 대동계라는 조직을 만들어 달마다 매월 15일이면 한 곳에 모여 활쏘기 대회를 열고 술과 음식을 나누어 먹이는 것을 즐거움으로 삼았다고 한다. 이들 대동계에서는 여러 무사, 공사, 천노들로 소속되어 있었으며, 이들에게 강론하여 개혁 사상과 애국심을 심어 주고, 혹은 말타기, 활쏘기, 칼쓰기 등의 무력도 연마시켰다. 대동계는 신분에 제약을 두지 않고 가입을 허용했으며, 보름마다 1번씩 무술훈련을 하는 등 호남을 중심으로 세력을 확장해갔다.

### 왜구 격퇴
1587년에는 녹도에 왜적 18척이 들어와 행패를 부린다는 급보가 들어왔다. 당시 전주 부윤으로 있던 남언경은 서인인데 그에게 도움을 청하였다. 그는 남언경(南彦經)을 도와 대동계원들을 데리고 출병하였다. 당시 왜구는 별로 수가 많지 않아 대동계원이 녹도에 도착하였을 때 이들은 이미 퇴각한 뒤였다. 그러나 손죽도(損竹島)에 정박하고 있던 왜구를 발견하여 기습 공격, 미처 떠나지 못한 왜구들을 전멸시켰다. 이후 왜구들이 이들 정여립의 대동계 토벌대가 온다는 소식만 듣고도 풍비박산 도망쳐 달아날 정도로 그의 위세는 당당하였다. 이에 대하여 전주부윤 남언경은 크게 감탄하여, "그의 재주는 홀로 유술(儒術)뿐이 아니니 실로 못하는 일이 없구나"하였다. 그 뒤 정여립은 문과 무를 겸비한 선비로 명성을 떨치게 되었다.

## 기축 옥사

### 반란 고변
대동계의 조직은 황해도까지 진출했다. 황해도 안악의 변숭복(邊崇福)·박연령(朴延齡), 해주(海州)의 지함두(池涵斗), 운봉(雲峰)의 승려 의연(義衍) 등과 왕래하면서 대동계의 조직을 전국적으로 확대했다. 하지만 이들의 동정이 주목을 받게 되고, 마침내 역모를 꾸미고 있다는 고변이 1589년에 있었다. 정여립 및 그와 친하게 지내던 변숭복, 박연령, 지함두, 승려 의연 등이 한강의 결빙기를 이용, 황해도와 호남에서 동시에 입경하여 대장 신립(申砬)과 병조판서를 살해하고, 병권을 장악하기로 했다는 것이다. 이 고변은 황해도관찰사 한준(韓準), 안악군수 이축(李軸), 재령군수 박충간(朴忠侃) 등에 의해 이루어졌고, 선조의 체포령이 떨어졌다. 고변(告變)에 대한 소식을 접한 정여립은 아들과 함께 죽도로 은신했다.

### 자결과 옥사
정여립이 죽도에서 자결하자 역모혐의가 사실로 굳어졌고, 서인들은 그에 대한 공격과 탄핵을 계속했다. 고변 이후 그의 집에서 압수된 ‘제천문(祭天文)’에는 선조의 실덕을 열거하여 조선 왕조의 운수가 다했음을 논하고, 천명의 조속한 이행을 기도한 흉참한 문구가 있었다고 한다. 아마 그는 선조 밑에서는 아무것도 이룰 수 없다고 판단했던 것으로 생각되며 이 제천문은 그가 모역을 했다는 심증을 굳혀주었다.
정여립의 음모설이 나왔을 때, 그의 음모 사실을 믿지 않는 견해도 있어 팽팽히 맞섰다. 명재 윤증(尹拯)이 ‘황신(黃愼)행장’에서 좌의정 정언신(鄭언信)이 ‘정여립을 고변한 자의 목을 베어야 한다’고 말했다고 적고 있듯이 고변을 사실로 믿는 사람도 많지 않았다. 게다가 선전관 이용준(李用濬) 등은 ‘정여립이 자신의 서실(書室)이 있는 진안 죽도(竹島)에서 자결했다’며 아들 정옥남(鄭玉南)만을 잡아와 의혹은 증폭되었다는 주장도 있다. 훗날 남하정(南夏正:1678~1751)은 『동소만록(桐巢漫錄)』에서 “정여립이 진안 죽도에서 놀고 있을 때 선전관이 현감과 같이 죽이고선 자살했다고 아뢰었다.”는 기록을 남겼다.

### 옥사 사건의 여파
정여립 반란 사건 초기에 위관이었던 정언신도 사건이 전개되는 과정에서 정여립과 연루되었음이 드러났다. 정언신과 정언각 등은 정여립의 친척으로, 정여립에게는 9촌 아저씨가 된다. 정여립의 아버지에게는 8촌 형제간으로, 조선시대의 기준으로는 상당히 가까운 친척이었던 셈이다.
정언신이 체포되자 정언신의 아들 율이 상소를 올려, "제 아비는 여러 해 동안 정여립과 왕래가 없었습니다." 라고 무죄임을 주장하고, 성혼도 정철에게 편지를 보내 대신을 함부로 죽여서는 안된다고 권고하므로 죄를 감해주었다. 그러나 조사 결과 정여립의 문서와 서신들을 조사했을 때 정언신의 편지가 비교적 많이 들어 있었고, 정언신에게는 유배형을 내린다.
서인들은 정여립의 옥사 당시 위관은 정철이 아니라 유성룡이라고 주장했는데, 유성룡은 남인의 초대 당수였다. 남인들은 서인들이 자신들의 책임을 회피하기 위한 비열한 정치공세로 이해하고 원한과 의혹을 한층 더 쌓게 되었다.

### 의문의 최후
1589년 죽도에서 사망하였고, 그의 조카 등도 형문장에 끌려가 고문치사, 장살당했다. 그의 사망 원인은 자살설과 피살설이 있다. 그의 사망 이후 그의 집은 허물어지고 파헤쳐져 연못으로 만들어졌다.
정여립은 아들과 함께 죽도로 피신하였다가 관군의 포위망이 좁혀지자 자살하고 말았다. 그가 갑자기 죽자, 그의 역모설은 확인이 되지 않았는데도 사실로 여겨졌다. 이로써 그의 역모는 사실로 굳어지고, 동인의 정예 인사들이 제거된다. 이때 숙청된 인사는 장살로 죽은 이발을 비롯하여 약 1천 명에 육박했다. 이를 기축옥사라고 한다.
심지어 조대중(曺大中)은 당시 전라도 도사로 있으면서 관내 순찰 중 전라남도 보성에서 정여립 자살의 소식을 들었는데 그때 그가 눈물을 흘렸다는 죄로 장살을 당하였다고 한다. 사실은 마침 부안에서 데려온 한 관기가 이별의 정 때문에 흘린 눈물이 잘못 전달되어 그런 참혹한 형벌을 당한 것이라고 하는데, 한 여인과의 '이별의 눈물'이 나라에 반역한 '역적의 눈물'로 오인되어 목숨을 잃은 것이다.
이후 선조는 사건의 형관으로 정철을 임명했는데, 이 옥사로 처음에는 80여 명이 체포 연행되었다가 그 가족과 관계자들까지 체포, 투옥되면서 무려 천여 명의 희생자를 냈다. 한편 서인 쪽에서도 희생자가 나왔다. 정여립의 시신은 1년 뒤인 1590년 이듬해 추형(追刑)되었는데, 형조좌랑 김빙은 추국관(推鞫官)이 되어 추국에 참여하였는데, 원래 안질이 있는 데다가 날씨가 추워 눈물을 닦은 것이 같은 서인이었음에도 김빙과 적대관계였던 백유함(白惟咸)의 눈에 띄어 정여립의 죽음을 슬퍼한다는 무고를 받고 사형당하였다.

## 사후
서인 강경파 정철(鄭澈)이 “역적을 체포하고 경외(京外)에 계엄을 선포하자”는 비밀 차자(箚子:약식 상소문)를 올리자 선조는 그 충절을 칭찬하고 사건 조사를 담당하는 위관(委官:국문 수사 책임자)으로 삼았다. 좌의정 정언신, 부제학 이발(李潑)·이길(李길) 형제, 백유양(白惟讓)·최영경(崔永慶)·정개청(鄭介淸) 등 저명한 사대부들이 죽어갔다. 조카 이진길은 불복하다가 매 맞아 죽는 등 연루자는 수없이 많았다.
이 일로 동인은 서인에게 원한을 품게 되었고, 형문장의 참혹한 장면을 목격한 이산해 등은 서인 가운데 옥사를 기획했으며 국문장의 형관이기도 했던 정철을 극도로 혐오하게 된다. 동인의 원한에 서인의 주요 인사는 대부분 숙청되고 조정은 완전히 동인의 손아귀에 들어갔다. 동인은 이 때부터 인조 반정이 있기까지 30여 년을 집권하게 된다. 세자 건저 문제로 집권한 동인은 서인을 제거할 계획을 세우게 된다. 그러나 류성룡은 온건한 처벌을 말했고 이산해는 당한 만큼 갚자고 하여 이견이 생기면서 동인은 남인과 북인으로 분당된다.
그러나 정여립은 이이를 비난했다는 점과 서인 출신이라는 점 때문에 동인 내에서도 부정적인 여론이 있어 끝내 복권되지 못하였다. 그는 호남의 명문거족이었으나 정여립의 옥사 이후 그의 가족들은 몰락했고, 전주 지역 출신에 대한 인사불이익이 가해졌다 한다. 사후 친척들도 연좌되었으며, 그의 14촌간인 정인겸은 전주에서 추방되었다. 또한 그의 고조부 이하부터는 족보에서 사라졌다가 1990년대 이후에야 복권되기에 이른다.
정승으로 있던 9촌 아저씨인 정언지, 정언신 등도 몰락했고, 정언신은 그를 변호했다가 부끄러워하여 유배가던 길에 자살하였다.

## 논란과 의혹

### 이이 공격 논란
일설에는 그가 이이를 배신했다는 비판이 있다. 그러나 그가 서인을 공격하게 된 원인은 분명하지는 않다. 그가 이조전랑의 물망에 올랐을 때 이이가 반대했던 적이 있긴 했으나, 이것이 직접적인 원인은 아니었던 것 같다. 이조정랑은 비록 정5품으로 품계가 낮았지만 독립된 인사권을 행사하였고 자신의 후임자 지명권이라는 특별한 권한을 가지고 있었으며, 당시 이율곡은 선조의 신임이 두터웠고 인사권을 담당하는 이조의 참판이었다고는 하나 이조정랑의 인사권을 침해할 수 없는 것이 국법(경국대전)에 명기되어 있었기 때문이다. 오히려 정여립의 직선적이고 적극적인 성격이 동인의 영수 이발의 성향과 일치했던 것이 동인에 동조하게 된 이유로 보는 시각도 있다.

### 대동계의 역모 의혹
정여립이 조직했던 대동계가 역모의 가장 유력한 증거로 제시되고 있지만 석연치 않은 점이 있다. 만일 대동계가 역모를 위한 조직이라면 1587년 왜구퇴치시 전주부윤 남언경이 서인이었는데 어떻게 동인계로 전향한 정여립에게 협조를 요청했을까 하는 의문이 제기된다. 특히 이미 서인당인 전주 부윤이 알고 있을 정도의 조직이라면, 더욱 마음 놓고 조직을 활성화할 수 있는 계기가 되었을 것이다. 그래서 정여립은 매월 공공연하게 모임을 갖고 국난을 당하여 협조했을 것이며, 만일 그가 임진왜란을 예상했다면 그의 이러한 조직은 의병 활동에 크게 활용되었을 것이다. 그가 대동계를 조직하여 무력을 기른 것은 이이의 십만양병설에 호응하였기 때문이라는 견해도 있기 때문이다. 이런 이유로 정여립은 서인과 동인 사이에 벌어진 당쟁의 희생자로서, 역모(逆謀) 조작설이 존재하고 있다.

### 정여립의 죽음 의혹

#### 자살설과 타살설
죽음에 있어서는 자살설과 타살설이 분분하다. 정치적 결사의 성격을 갖는 대동계(大同契)를 조직하여 활동하다가 모반을 꾀한다는 서인의 탄핵을 받고 체포되기 직전 자결했다고 《신조실록》에는 기록되어 있다. 그러나 남하정의 동소만록《桐巢謾錄》에 따르면 “정여립이 진안 죽도로 단풍 구경을 갔는데 선전관과 진안현감이 죽인 후 자결한 것으로 꾸몄다”고 기록되어 있다. 두 기록 중 어떤 게 사실인지 현재로서는 알 수 없다.
실제로 그가 대동계를 이용하여 혁명을 꾀했는지는 확실하지 않으며, 이에 대해서는 조작설과 역모설의 양설이 있다. 일설에는 송익필이 그의 부친 때 역모사건의 고변으로 면천되어 당상관까지 오른 것을 기억하고, 다시 천민으로 떨어진 자신의 신분을 면천하기 위해 정여립의 대동계를 역모사건으로 엮었다는 설도 있다. 송익필은 특히나 서인들의 정신적인 스승들이었던 이이, 성혼의 절친한 지기였고 학문적으로 많은 교류를 하였다. 게다가 동인이면서 이이의 인정을 받으며 이이의 추천으로 관직에 나섰던 정여립이 사후에 이이를 공격한 것 때문에 서인들의 감정이 좋지 않았던 터였다.
정여립의 사건이 정철(鄭澈) 등 서인의 주도로 사건이 조사되면서 옥사가 점점 커져 이발(李潑)·백유양(白惟讓)·최영경(崔永慶)등 동인의 주요인물이 대거 연루되어 제거되었으며 이때 숙청된 인사는 1,000여 명에 달했다. 이를 기축옥사라 하며, 이 사건으로 동인의 세력은 크게 약화되었으며, 3년 후에 발발한 임진왜란조차 기축옥사의 황폐가 부른 재앙이라는 얘기가 나돌 정도로 사태는 참혹했다.
정여립의 대동계의 주요 활동 근거지가 전라도 지방이어서 전라도 유림사회가 초토화되었다. 호남의 유림사회에서도 이 사건 이후로 관직에 미련을 버리고 은둔하는 경향들이 나타났고, 이후 조정에서도 임진왜란 당시 이순신이 활약할 때까지 전라도를 반역향이라고 하여 호남인들의 등용도 제한되었다.

#### 조작설
정여립의 모반사건은 고변 외에 분명한 물증이 없어서 진위가 분명치 않으며, 조작설이 존재하고 있다. 조작설을 제기하는 이유는, 그의 도피는 안악의 교생 변숭복의 급보로 이루어지는데, 그는 수사의 손길이 곧 자기에게 미칠 것을 알면서도 집 안에 각종 수신(受信) 문서들을 방치하여 후일 이 문서로 말미암아 많은 사람들을 연루자로 죽게 할 리 없다는 것이다. 그리고 급보를 받고 도망간다면 연고지가 아니라 지리산 같은 심산으로 방향을 잡았을 것이며, 또 가족에게 행선지를 알려 추포의 손이 곧 미치게 하지 않았을 것이다. 또한, 150년 뒤에 나온 ≪동소만록 桐巢漫錄≫ 같은 야사에서는 그가 죽도에 가서 놀고 있을 때 선전관 등이 들이닥쳐 죽이고는 자결로 조작보고했다는 것이다.
역모로 조작한 인물로 정철과 송익필이 지목받고 있다. 서인 출신 예학자 김장생(金長生)이 엮은 〈송강행록〉(松江行錄)에서, '기축옥사 당시 정여립 등이 모반한다는 고변이 있자 일반인은 그의 상경을 고대하고 있었는데 이상하게도 정철은 그의 도망을 미리 알고 있었을 뿐 아니라 자진하여 옥사처리를 담당했다'는 내용을 들어, 그의 도망을 미리 안 이유는 정철이 정여립의 유인과 암살을 지령한 음모의 최고지휘자라는 주장이다. 1584년에 이이(李珥)가 죽은 뒤 열세에 몰린 서인이 세력을 만회하기 위해 날조한 사건이라는 설이다.
또한, 정철의 배후에서 실질적으로 기축옥사를 조작한 이는 송익필(宋翼弼)이라고 주장한다. 그는 노비 출신으로 아버지 송사련은 정승 안당의 아버지 안돈후의 첩이 낳은 서녀와 평민 출신 갑사 송린의 아들이었다. 서자의 후손인 송익필은 문장력이 뛰어나 서인의 참모 격으로 활약했는데, 자신과 그의 가족 70여 인을 환천(還賤)시키고, 동인의 이발·백유양(白惟讓) 등에게 복수하기 위해 이 사건을 조작했다는 것이다.
일부 조작된 바도 있으나, 당시 정여립이 전제군주정치 아래에서는 용납되기 어려운 선양(禪讓)에 의한 왕위계승방식을 주장하는 등 혁명성을 가진 주장이 옥사를 발생시킨 요인이 되었다는 설, 즉 정여립의 모역상도 어느 정도는 인정된다고 보는 설 등으로, 여러 조작설이 있으나 아직 정설은 없다.

### 후유증
정여립이 모반을 꾀했다는 밀고가 조정에 들어오자 그 연루자들이 속속 잡혀오기 시작했다. 선조가 모반의 연루자들을 일러 바치면 후한 포상을 내리겠다는 분부를 내리자, 조그마한 빌미라도 있으면 있는 말, 없는 말까지 보태서 고해 바쳤다. 이로 인하여 죽임을 당한 사람, 유배된 사람, 벼슬이 떨어진 사람 등 1천 여 명의 선비가 화를 입었다. 그 중에는 안질환으로 눈물을 흘렸다 하여 살해된 사람, 형문의 참혹함에 고개를 돌렸다 하여 죄인을 동정한다는 이유로 장살당한 사람도 있다.
정여립의 반란 예비 음모죄는 그의 죽음과 함께 이미 종결이 난 사건이었다. 그럼에도 선조는 사태를 확대시켰다. 또한 선조는 이 사건을 계기로 서인을 끌어들이고 동인과 서인 간의 격전에 불을 붙였다.

### 유언비어 유포 논란
당시 서인들은 정여립이 유언비어를 날조했다고 주장하였다. 그러나 정여립이 언제 어떻게 유언비어를 날조했는가에 대한 근거는 없다. 당시 정씨가 임금이 된다는 참설이 무성하였다든가, 그가 폐암에서 지었다는 시 구절, 그리고 태평성대가 오리라는 유언비어의 정체는 아무도 알 수가 없다. 이러한 참설은 국초 이래 사회가 어수선할 때 늘 떠돌던 것으로, 정여립이 역모를 계획하였다면 오히려 스스로 그러한 참설을 만들어 퍼트리는 것이 자신에게 불리하게 작용할 수 있다. 이 때문에 상식적으로 판단하여도 정여립이 반란을 하기 위하여 참언을 유포시켰다는 주장은 결코 설득력이 없다. 차라리 반대자들이 조작하여 이를 악용, 정여립을 역모의 주범자로 몰아 대기 위하여 이를 조작하고 악용했을 가능성이 높다.

### 도망, 도피설의 진위 여부
정여립의 도망 건에 대해서도 논란의 여지가 있다. 정여립이 반란을 음모하고 거사하기로 결심하였다면, 그의 역모가 드러났음을 이미 알고 있는 마당에 과격한 성격으로 보아 일전(一戰)을 벌였다든가, 아니면 우선 주변을 정리하고 서둘러 도망갔을 것이다. 그런데도 그가 유유히 금구로, 진안 죽도(竹道)로 전전한 것은 도망이 아니라 유인되었다는 주장이 더 설득력이 있다.
금구는 그의 처가가 있는 지역이고, 죽도는 그의 별장이 있는 곳으로, 누구나 그 행방을 예상할 수 있는 곳이다. 따라서 정여립이 관군을 피해 도망쳐 갈 장소로 금구나 진안 죽도를 선택했다는 것은 납득되지 않는 점이 있다. 또한 죽도는 현재 진안읍 가막리에서 진안군 상전면 내송리, 외송리에 뻗어 있는 산으로, 만일 정여립이 그 속에 은신할 의향이 있었다면, 그 지형으로 보아 진안현의 관군 정도로 그를 수색, 체포하기 힘든 지역이다. 그럼에도 손쉽게 그를 찾아 왕명을 전하려 했다는 것도 누군가에 의해 속아서 유인되었다고 볼 수도 있다.

## 사상과 신념

### 천하공물설
천하공물설(天下公物說)·하사비군론(何事非君論)과 같은 당시로는 혁신적인 사상을 표방했다. 그의 사상은 조선왕조를 지탱하고 있던 주자학적 가치관과는 적지 않은 차이를 갖고 있었다. "천하는 공물인데 어찌 일정한 주인이 있으랴"라는 주장과 "충신이 두 임금을 섬기지 않는다고 한 것은 성현(聖賢)의 통론(通論)이 아니었다"는 주장이 이를 보여준다. 또한 백성이 임금보다 중요하므로(民重君輕) 왕위계승은 혈통보다는 자격여부가 중요하다고 강조하였고, 요(堯)·순(舜)·우(禹)로 이어지는 왕위의 선양(禪讓)을 이상적인 모범으로 간주했다. 이는 봉건왕조의 기본적 가치관의 하나인 군신강상론(君臣綱常論)을 부정하는 것으로서, 당시로서는 받아들여질 수 없는 혁신적인 사상이었다. 그러한 점에서 영국의 올리버 크롬웰(oliver cromwell)에 견주어 정여립을 '동양 최초의 공화주의자'라고 평가하는 견해도 있다.

### 서얼허통론
조선 건국 이래 참설이 무성하여 충청남도 연산현 계룡산 개태사 터는 곧 후대에 정씨가 도읍할 곳이라 하였는데, 정여립은 일찍이 중 의연의 무리와 국내의 산천을 유람하다가 폐암(폐 암자, 중이 없는 절)의 벽에 "객이 되어 남쪽 지방에 노닌지 오래인데 / 계룡산이 눈에 더욱 환하여라. / 무자, 기축년에 형통한 운수 열리거니, / 태평성세 이루는 것이 무엇이 어려우랴"라는 내용의 시를 적어 놓았다는 것이다.
당시 정여립과 관련하여 참언이 무성하였는데, 호남 전주 지방에 성인이 나서 공사천과 서얼을 금고하는 법을 모두 혁파하고 태평성대를 이루리라는 내용이었다.

### 불사이군론 거부
정여립은 군주에게 절대 복종하는 불사이군(不事二君)의 충성심을 부정했는데, 그 예로 중국 춘추 전국 시대 제나라의 충신 왕촉의 일화를 들었다. 왕촉은 제나라가 망할 때 연나라의 대장 악의(樂毅)가 그의 어진 인품을 보고 불렀으나, "충신은 두 임금을 섬기지 않으며, 열녀는 지아비를 바꾸지 않는다."라고 말하면서 자살한 인물이다. 그러나 정여립은 이러한 왕촉의 자살 행위를 마땅치 않다고 생각하였으며, 왕촉의 언행은 죽음에 임하여 일시적인 감정으로 한 말이지 성현의 통론(通論)은 아니라고 보았다.
그는 역성혁명론을 주장하고 임금이 임금답지 못하다면 그런 임금에게 충성을 바칠 이유가 없다고 했다. 당시 유자혜는 "누구를 섬긴들 임금이 아니겠느냐?"라고 말한 사람이고, 맹자는 제 선왕과 양 혜왕에게 왕도를 행하도록 권하였던 이였지만, 유자혜와 맹자 모두가 지금 성현으로 추앙받고 있다고 주장했다.

### 왕위세습론 비판과 위나라 정통론
정여립은 왕위의 세습을 부정하였다. 창업주와 어떤 군주를 제외하고는 일가를 통솔할 능력도 되지 않는 자들이 많다는 것이었다. 왕위는 능력에 따라 왕으로서 재목감이 되는 인물을 골라 앉히는 것이지, 혈통에 맞추어 억지로 무능한 군주를 내세워 대를 이어야 할 일이 아니라는 것이다. 정여립은 말하기를 "중국 사마온공의 '자치통감'에서는 삼국중 조위(조조의 위나라)를 후한 다음 왕조의 정통으로 인정하여 위나라의 기년으로 삼았으나, 주자는 소열제 유비를 후한 헌제의 뒤를 이은 유통(遺通)으로 기술하였다."면서, 사마온공의 주장을 직필(直筆)이라 하고 주자의 주장에 대해서는 "하늘의 뜻과 사람들의 마음이 이미 주나라 왕실을 떠났는데 주나라 왕실을 존중하는 것(尊周)이 무슨 의미가 있으며, 민중과 토지가 조조와 사마 의에게 돌아갔는데, 구구일우(區區一隅)한 유현덕의 정통이 다 무엇이냐?"라고 하면서 주자의 사관을 비판하였다.
이어서 그는 "천하는 공물인데 어찌 정해진 임금이 있겠는가? 요 임금, 순 임금, 우 임금은 서로 자손이 아닌 자에게 왕위를 전하였지만, 이들은 모두 성인이 아니었던가?" 하면서, 중국 정치의 이상적 모델이 혈통이 아닌 능력에 의한 왕위 계승이었음을 강력히 주장하고 있다. 정여립의 이러한 주장은 그의 문도들의 표현을 따른다면 진정 앞선 성현들이 생각지 못했던 선구적인 발상이었다.

### 공화주의 이론
그는 천하의 만물은 공물(공공의 것)이며 임금과 귀족들만의 것이 아니라고 하였다. 이를 두고 신채호는 '정여립은 천하가 공물이라는 혁명적 사상을 내놓았다.'고 하였다. 당시 조정에서 사용하고 있던 종묘사직이란 말 대신에 천하(국가 사회 전체)가 왕공 귀족의 전유물이 아닌 공물, 즉 백성 모두의 공유물이라는 공동체 사상을 바탕으로 침체한 왕조 사회의 혁명적 개조를 꿈꾸었던 것이다.
정여립이 내놓은 이 같은 제한 군주주의 사상 또는 공화주의적 이론은 그 뒤의 실학자나 개화 사상가들도 감히 언급하기 힘든, 당시로서는 가히 혁명적인 발상이었다.

## 평가
단재 신채호는 정여립의 공화주의적 사상을 두고 “동양의 위인”이라 칭송하였고, 역사학자 이이화는 정여립을“전도된 가치를 바로잡고 불평등과 차별의 세상을 뜯어 고치고자 온몸으로 현실에 부딪친 진보적 지식인이었고, 선진적 사상가였으며, 민중에 토대를 둔 개혁가였다.”고 평가하고 있다.
단재 신채호는 자신의 '조선혁명선언'에서 정여립의 개혁 사상과 이론을 높게 평가한 바 있다. 물론 정여립의 개혁 이론과 사상은 극히 단편적으로 전할 뿐이며, 그를 반역자로 몰아붙인 세력들에 의하여 소개되었기 때문에 다소 과격하게 그려졌을 가능성은 있다. 그러나 신채호의 평가처럼 정여립의 주장과 이론들이 당대 사회의 권력층을 긴장시킬 정도로 개혁적이고 혁명적인 측면이 있었던 것은 분명하다.

## 성격
정여립은 옹골차고 강인한 성격의 소유자였다. 기백이 있고 말솜씨가 좋아서 입을 열기만 하면 그 말이 옳고 그른 것은 불문하고 좌석에 있는 이들이 칭찬하고 탄복하였고, 비록 임금의 앞이라 할 지라도 자신의 주장과 고집을 쉽사리 꺾지 않고 유난히 당당하고 자신감에 차 있었던 것으로 여겨진다. 이런 성품 때문에 주변에 적도 많았지만, 그를 따르는 인사들도 적지 않았다.
그러나 그의 강직하고 어찌 보면 불온한 성품은 당대 지배 권력의 입장에서는 오히려 위협적이고 불편한 것이었다.

## 가계
- 아버지 : 정희증
  - 형제 : 정여복(鄭汝復)
  - 형제 : 정여회(鄭汝會)
  - 형제 : 정여흥(鄭汝興)
  - 누이 : 2명
    - 아들: 정옥남(鄭玉男, 생년 미상 ~ 1589년 10월 19일)
    - 조카 : 정집(鄭楫)

## 정여립이 등장한 작품
- 《왕도》 (1991년~1991년, KBS 대하드라마, 배우:유동근)
- 《불멸의 이순신》 (2004년~2005년, KBS 대하드라마, 배우:안내상)
- 《전설의 고향》 〈죽도의 한〉 (2009년, KBS2, 배우:김갑수)
- 《왕의 얼굴》 (2014년~2015년, KBS 수목드라마, 배우:최철호)
- 《징비록》 (2015년, KBS 대하드라마, 배우:불명)

### 영화
- 《구르믈 버서난 달처럼》 (2010년, 배우:임재윤)

### 소설
- < 광해의 연인> 이라는 웹소설에 가상의 등장인물 '정운영'의 아버지로 묘사된다.

## 기타
정여립의 형과 사돈관계였던 백유양도 정여립의 반란 사건에 연루되어 자신의 세 아들과 함께 옥사했는데, 서인인 그의 사촌동생 백유함은 사촌형을 구원하려 하기 보다는 매일 사헌부에 들어가 동인을 탄핵할 정도로 당파의 골은 깊게 패이고 있었다.

## 같이 보기
| - 기축옥사 - 당쟁 - 동인 - 서인 - 이이 - 성혼 - 조헌 | - 정철 - 이발 - 이산해 - 유성룡 |